# Isla Alor
La isla de Alor (en indonesio: Pulau Alor) es la isla más grande del archipiélago de Alor situada en el extremo más oriental de las islas Menores de la Sonda que se extienden por el sur de Indonesia, e incluyen desde el oeste a islas como Bali, Lombok, Sumbawa, Komodo y Flores.
Al este de la isla, a través del estrecho de Ombai, están las islas de Wetar y Atauro, esta última perteneciente a Timor Oriental. Hacia el sur, a través del estrecho de Alor, se encuentra la parte occidental de Timor. Al norte se encuentra el mar de Banda. Al oeste se encuentra Pantar y las otras islas del archipiélago de Alor, y el resto de las Islas de la Sonda.
Más de 168.000 personas viven en Alor. Tres cuartas partes son cristianos protestantes, el resto son musulmanes, o en unos pocos pueblos, católicos. Los ritos y las tradiciones animistas siguen siendo muy practicadas.
Alor tiene una superficie de alrededor de 2.120 km², convirtiéndola en la principal isla del archipiélago de Alor.
Kalabahi es la única ciudad en la isla de Alor, con una población metropolitana de unas 60.000 personas. La variedad de productos que se obtienen en Kalabahi es notoria teniendo en cuenta su tamaño y ubicación.
Alor es de origen volcánico y tiene un terreno muy accidentado. La región cercana a Kalabahi es la única zona plana. Por ello, los neerlandeses establecieron la capital y el puerto principal (Alor-Kecil) de la región aquí en 1911.
El snorkel y el buceo son populares en el archipiélago de Alor. Debido a la intrigantes y, a menudo muy fuertes corrientes lo mejor es hacer snorkel o buceo con alguien que conozca bien la zona.